# USS Donald Cook (DDG-75)
USS Donald Cook (DDG-75) — эсминец УРО типа «Арли Бёрк», 25-й корабль (серия II постройки) из числа поставленных флоту 62 эсминцев этого типа по первоначальному плану. Построен на верфи Bath Iron Works. Приписан к 60-й эскадре Командования сил флота США.

## Описание
16 февраля 2012 года министр военно-морских сил США Рэй Мабус объявил, что Donald Cook — один из четырёх кораблей, развёрнутых на базе «Рота» в Испании.
Назван в честь участника вьетнамской войны, полковника морской пехоты США, кавалера Медали Почёта США Дональда Гильберта Кука (1934—1967, умер в плену от малярии).
Это самый массовый послевоенный корабль водоизмещением более 5000 тонн: с 1988 года построено 62 штуки, запланировано ещё 13.
«Дональд Кук» — эскадренный миноносец ВМС США четвёртого поколения, главным оружием которого являются управляемые ракеты. 
Главным оружием «Кука» являются крылатые ракеты «Томагавк» с дальностью полёта до 2500 километров, способные нести ядерные заряды. В обычном и ударном вариантах эсминец оснащен 56 или 96 такими ракетами, соответственно.

## История службы
После спуска на воду в 1998 году был приписан к Пятому флоту ВМС США. Корабль принимал участие в американском вторжении в Ирак весной 2003 года. С 2014 года эсминец включён в Шестой флот ВМС США. В апреле 2014 года корабль прошёл в Чёрное море и провёл совместные манёвры с румынскими ВМС, в декабре 2014 года эсминец вновь побывал в черноморских портах Румынии, Болгарии и Украины. В апреле 2016 года «Дональд Кук» совершил поход в Балтийское море с посещением литовской Клайпеды.
С 4 февраля 2019 года участвует в совместных учениях с флотом Франции и Испании FANAL19.
26 февраля 2019 прибыл в порт Одессы, на борту эсминца прошла встреча  представителя Госдепартамента США по Украине Курта Волкера и президента Украины Петра Порошенко